# Metriopelma coloratum
Metriopelma coloratum là một loài nhện trong họ Theraphosidae.
Loài này thuộc chi Metriopelma. Metriopelma coloratum được Carlos E. Valerio miêu tả năm 1982.